# Кекс
Кексът (от англ. cakes (мн.) през нем. Keks), също кейк е вид сладко тестено изделие, изпичано в кръгла или продълговата форма, съдържащо ядки, сушени плодове и др. Това е сред най-лесните и бързи за приготвяне десерти.

## Класическа рецепта
Класическата рецепта (двуцветен ванилово-какаов кекс) включва достъпни продукти и е лесна за приготвяне.

### Необходими продукти
- яйца – 4 броя
- кисело мляко – 200 грама
- брашно – 2 чаени чаши
- захар – 1 чаена чаша
- олио – 1/2 чаена чаша
- ванилии – 1 брой
- какао – 1 супена лъжица
- сода за хляб – 1 чаена лъжица
- бакпулвер – 2 чаени лъжици
- пудра захар – 2 супени лъжици

### Приготвяне
Разбива се захарта с яйцата, след което се добавя кисело мляко, в което е разбъркана содата. Сместа се разбърква наново с добавено олио и ванилия. Пресява се брашното заедно с бакпулвер и при непрекъснато разбиване се добавя към течната смес и се разбива до получаване на хомогенна смес. Формата за кекс се намазва с олио преди да се изсипе в нея сместа, като се оставя 1 кафеена чаша от нея, в която се добавя какаото, за да я оцветите. Какаовата смес се изсипва равномерно върху ваниловата.
Кексът се пече в предварително загрята на 180 °C фурна за около 40 минути. След като изстине, може да се поръси с пудра захар.

## Нестандартни рецепти
Съществуват много на брой варианти на кекса, включващи плодове (като ябълки и банани), конфитюри, сушени плодове и др. Нестандартни кексове включват тъмна бира; грозде и вино; тиква, ябълки и карамелена глазура; моркови и лимонова глазура; круши и шоколад; брашно от лимец с дюли; и др. Солени кексове се приготвят от брашно от лимец или пълнозърнесто брашно.

## Популярни видове кекс
- Традиционен американски кейк (пай) с плодове и ядки
- Бананов кекс с орехи
- Кръгъл „мраморен“ кекс
- Вишнев кекс (тарталета)
- Кексче със стафиди (мъфин)